# Sejm nadzwyczajny 1712/1713 (z limity)
Sejm 1712/1713 – Sejm nadzwyczajny z limity (p. Sejm 1712), obradujący w dniach 31 grudnia 1712 – 21 lutego 1713 r. Marszałkiem Sejmu był Stanisław Ernest Denhoff. Sejm został zerwany przez posła Krzysztofa Dominika Puzynę i Jana Pawła Nestorowicza i nie uchwalił konstytucji.
Sejm został zwołany 13 sierpnia 1712 r. Sejmiki odbyły się w dniach 13–17 września 1712 r. Sejmiki relacyjne odbyły się w dniu 13 kwietnia 1713 r.